# Zahi Hawass
Zahi Hawass (arab. زاهي حواس, ur. 28 maja 1947 w Damietcie) – jeden z czołowych egiptologów na świecie, wieloletni sekretarz generalny Najwyższej Rady Starożytności przy egipskim Ministerstwie Kultury, po przekształceniu Rady w Ministerstwo Starożytności w 2011 roku przez kilka miesięcy sprawował urząd ministra. Zdobył międzynarodową sławę także poza środowiskiem archeologów dzięki częstym występom w telewizyjnych programach popularnonaukowych kanału Discovery Civilisation poświęconych cywilizacji staroegipskiej. Prowadzi działania na rzecz zwrócenia Egiptowi przechowywanych w muzeach całego świata staroegipskich zabytków.

## Kariera zawodowa
Zahi Hawass studiował pierwotnie prawo, zrezygnował jednak z tego kierunku i podjął studia w zakresie greckiej i rzymskiej archeologii w Aleksandrii, gdzie w roku 1967 zdobył licencjat. W 1969 roku został inspektorem służby starożytności. Dyplom w zakresie egiptologii otrzymał w 1980 roku na Uniwersytecie Kairskim. Dzięki stypendium Fundacji Fulbrighta kontynuował studia w zakresie egiptologii i syryjsko-palestyńskiej archeologii w Filadelfii, gdzie doktoryzował się w roku 1987. Od roku 1988 prowadził wykłady z archeologii, kultury i historii na American University in Cairo oraz Uniwersytecie Kalifornijskim w Los Angeles. Pod koniec lat 80. został szefem służby zabytków w Gizie. W 1998 roku został mianowany na stanowisko Podsekretarza do spraw Zabytków w Gizie, w latach 2002–2011 był sekretarzem generalnym Najwyższej Rady Starożytności.
31 stycznia 2011 roku został ministrem ds. starożytności w rządzie Isama Szarafa. Stanowisko stracił 17 lipca 2011 roku w ramach rekonstrukcji rządu, a powodem były jego ścisłe związki z obalonym prezydentem Husnim Mubarakiem.

### Projekty badawcze
Obok działalności w egipskim Ministerstwie Kultury Zahi Hawass jest też kierownikiem wykopalisk na następujących stanowiskach archeologicznych:
- Piramida Mykerinosa w Gizie
- Piramida Chefrena w Gizie
- Grobowce na południowy wschód od Sfinksa
- Piramida Tetiego w Sakkarze
- Nazlat al-Batran
- Bani Jusuf

## Kontrowersje wokół osoby
Chociaż Zahi Hawass cieszy się wśród archeologów niekwestionowanym autorytetem w sprawach starożytnego Egiptu oraz uznaniem za popularyzowanie egiptologii na świecie, często zarzuca się mu zbytnie reklamowanie własnej osoby w programach telewizyjnych z jego udziałem. Niektórzy zarzucają mu również, że przesadnie wyolbrzymia on wagę swoich dokonań w programach telewizyjnych, a rzekome transmisje z badań archeologicznych (np. przewiercenie otworu przez kamienne drzwi w piramidzie Cheopsa czy otwarcie liczącego ponad 4500 lat sarkofagu) są w rzeczywistości inscenizowane po wcześniejszym wykonaniu właściwych badań przez Zahiego Hawassa.
Niektórzy zarzucają mu również, że jako szef Najwyższej Rady Starożytności odsuwał od badań innych egiptologów, aby mógł sobie samemu przypisać zbadanie danego zagadnienia.

## Nagrody i odznaczenia
- Krzyż Oficerski Orderu Zasługi Rzeczypospolitej Polskiej (Polska, 2020)[6]
- Komandor Orderu Zasługi Republiki Włoskiej (Włochy, 2007)[7]
- Oficer Orderu Sztuki i Literatury (Francja, 2007)[8]
- Wielka Srebrna Odznaka Honorowa z Gwiazdą za Zasługi dla Republiki Austrii (Austria, 2010)[9]
- Krzyż Wielki Orderu Słońca Peru (Peru, 2011)[10]
- Srebrny Medal „Zasłużony Kulturze Gloria Artis” (Polska, 2010)[11]
- Złota i Srebrna Gwiazda Orderu Wschodzącego Słońca (Japonia, 2021)[12]